# تيري إل. وتن
تيري إل. وتن (بالإنجليزية: Terry L. Wooten)‏ هو محامي وقاضي أمريكي، ولد في 1954 في لويفيل في الولايات المتحدة.